# 27208 Jennyliu
27208 Jennyliu è un asteroide della fascia principale. Scoperto nel 1999, presenta un'orbita caratterizzata da un semiasse maggiore pari a 2,9184489 UA e da un'eccentricità di 0,1439673, inclinata di 1,16544° rispetto all'eclittica.